# ريحال (قشلاق أهر)
ريحال (بالفارسية: ریحال) هي منطقة سكنية تقع في إيران في قسم قشلاق الریفي. يقدر عدد سكانها بـ 218 نسمة .